# Халифа ибн Зајед ел Нахјан
Халифа ибн Зајед ибн Султан ел Нахјан (ар. خليفة بن زايد بن سلطان آل نهيان‎; познат као Шеик Халифа; Ел Ајн, 25. јануар 1948 — Абу Даби, 13. мај 2022) био је председник Уједињених Арапских Емирата, емир Абу Дабија и командант Уједињених одбрамбених снага. Он је такође био еминентни филантроп, и потрошио је преко 460 милиона америчких долара из својих личних средстава на хуманитарне пројекте.
Доспео је на позицију емира Абу Дабија након смрти свог оца Заједа ибн Султана ел Нахјана, тиме постајући председник Федерације следећег дана. Иако је носио титулу престолонаследника, активно је вршио улогу председника још од краја 90. година 20. века, јер је његов отац био болестан. Халифа је такође и председавајући Инвестиционог фонда Абу Дабија, који располаже са преко 600 милијарди америчких долара у приходима. Укупно богатство породице ел Нахјан процењује се на 150 милијарди америчких долара.

## Биографија

### Детињство
Халифа је најстарији син шеика Заједа ибн Султана ел Нахјана и шеике Хасе бинт Мухамед ибн Халифе ел Нахјан, рођен у Абу Дабију (у тадашњим Мировњачким Државама), 25. јануара 1948. године. Дипломирао је на Краљевској војној академији у Сандхерсту, Уједињено Краљевство.

### 1966 – 1971
Халифа је изабран за Владаревог представника у источној регији Абу Дабија (градоначелник) и за шефа Министарства правде у Ел Ајну 1966. године, када је његов отац, Зајед ибн Султан ел Нахјан, постао нови владар Абу Дабија. Зајед је био Владарев представник у источној регији. Након неколико месеци, то место је заузео Тахнун ибн Мухамед ел Нахјан.
Од 1. фебруара 1969, шеик Халифа је изабран за престолонаследника Абу Дабија, а следећег дана је постављен за шефа Министарства одбране Абу Дабија, које се знатно развија под његовом управом, заједно са Снагама одбране Абу Дабија (ADDF), које касније постају језгро Оружаних снага Уједињених Арапских Емирата након 1971. године.
Шеик Халифа има два сина, Мухамеда ел Нахјана и Султана ел Нахјана.

### Независност од 1971.
Након оснивања УАЕ 1971. године, шеик Халифа постаје премијер Абу Дабија (и шеф кабинета Абу Дабија, под управом свог оца), министар одбране Абу Дабија и министар финансија Абу Дабија. После реконструкције Кабинета Уједињених Арапских Емирата, укидања Кабинета Абу Дабија и оснивања Извршног Већа Абу Дабија, он постаје други потпредседник УАЕ 23. децембра 1973. године и Председник Извршног већа Абу Дабија 20. јануара 1974, под влашћу свог оца.
У мају 1976, Халифа постаје заменик Генерала Оружаних снага УАЕ, под управом председника. Такође управља Врховним Нафтним Већем од краја 80. година 20. века (још увек), што му омогућава велики утицај у питања енергије. Био је председник Агенције за развој истраживања животне средине и дивљине, (ERWDA).

## Председничка функција (2004–2022)
Шеик Халифа је наследио обе титуле 3. новембра 2004, уместо свог оца Заједа ибн Султана ел Нахјана, који је преминуо претходног дана. Он је ефикасно играо улогу председника од раније, јер је његов отац био болестан током одређеног периода пред смрт.
Председник је 1. децембра 2005. године објавио одлуку да ће половина чланова Федеративног Народног Већа, извршног тела најсличнијег парламенту, бити изабрана индиректно. Међутим, друга половина чланова Већа ће морати да изаберу вође емирата. Избори су били заказани за децембар 2006.
Од 4. јануара 2010, највиша људска творевина на свету, првобитно позната као Бурџ Дубаи, преименована је у Бурџ Халифа, у част шеика Халифе.
Шеик Халифа је познат по својим интересовањима за традиционалне спортове Емирата, углавном трке коња и камила. Углавном се сматра прозападњачким модернизатором. Раније током своје владавине, у априлу 2005, дозволио је стопостотну повишицу државним службеницима.
Током 2010. године, Халифа се у Викиликс списима које је потписао амбасадор САД помиње као „дистанцирана и нехаризматична личност“.
Током 2011. године, послао је Ваздухопловне снаге и Морнарицу као помоћ анти-Гадафијевим снагама против председника Либије, Муамера Гадафија, заједно са НАТО-ом, Катаром, Шведском и Јорданом.
Шеик Халифа је 24. јануара 2014. године претрпео срчани удар. Објављено је да је имао операцију и да му је стање стабилно, а многе вести о његовом здрављу на друштвеним мрежама су одбачене као гласине.
Преминуо је 13. маја 2022. године.